# Zdeněk Moravec
Pour les articles homonymes, voir Moravec.
Zdeněk Moravec, né en 1968, est un astronome tchèque. D'après le Centre des planètes mineures, il a découvert 94 astéroïdes, dont vingt-huit seul et les autres avec Miloš Tichý, entre 1994 et 1998.

## Astéroïdes découverts
| (6801) Střekov           | 22 octobre 1995    |               |
| (7495) Feynman           | 22 novembre 1995   | avec M. Tichý |
| (7498) Blaník            | 16 janvier 1996    |               |
| (7669) Malše             | 4 août 1995        | avec M. Tichý |
| (7671) Albis             | 22 octobre 1995    |               |
| (7711) Říp               | 2 décembre 1994    |               |
| (7796) Járacimrman       | 16 janvier 1996    |               |
| (7896) Švejk             | 1er mars 1995      |               |
| (7967) Beny              | 28 février 1996    |               |
| (8048) Andrle            | 22 février 1995    | avec M. Tichý |
| (8222) Gellner           | 22 juillet 1996    | avec M. Tichý |
| (8556) Jana              | 7 juillet 1995     |               |
| (8573) Ivanka            | 4 novembre 1996    |               |
| (8740) Václav            | 12 janvier 1998    | avec M. Tichý |
| (9102) Foglar            | 12 décembre 1996   | avec M. Tichý |
| (9224) Železný           | 10 janvier 1996    | avec M. Tichý |
| (9884) Příbram           | 12 octobre 1994    | avec M. Tichý |
| (9991) Anežka            | 5 octobre 1997     |               |
| (10170) Petrjakeš        | 22 février 1995    | avec M. Tichý |
| (10174) Emička           | 2 mai 1995         |               |
| (10205) Pokorný          | 7 août 1997        | avec M. Tichý |
| (10213) Koukolík         | 10 septembre 1997  | avec M. Tichý |
| (11124) Mikulášek        | 14 octobre 1996    | avec M. Tichý |
| (11134) České Budějovice | 4 décembre 1996    | avec M. Tichý |
| (11163) Milešovka        | 4 février 1998     |               |
| (11339) Orlík            | 13 novembre 1996   | avec M. Tichý |
| (11603) 1995 TF          | 5 octobre 1995     |               |
| (11656) Lipno            | 6 mars 1997        | avec M. Tichý |
| (12406) Zvíkov           | 25 septembre 1995  | avec M. Tichý |
| (12448) Mr. Tompkins     | 12 décembre 1996   | avec M. Tichý |
| (13681) Monty Python     | 7 août 1997        | avec M. Tichý |
| (13804) Hrazany          | 9 décembre 1998    | avec M. Tichý |
| (14054) Dušek            | 12 janvier 1996    | avec M. Tichý |
| (14190) Soldán           | 15 décembre 1998   | avec M. Tichý |
| (14206) Sehnal           | 15 février 1999    | avec M. Tichý |
| (14532) 1997 QM          | 25 août 1997       |               |
| (14537) Týn nad Vltavou  | 10 septembre 1997  | avec M. Tichý |
| (15374) Teta             | 16 janvier 1997    | avec M. Tichý |
| (15890) Prachatice       | 3 avril 1997       | avec M. Tichý |
| (15960) Hluboká          | 2 février 1998     | avec M. Tichý |
| (16781) Renčín           | 12 décembre 1996   | avec M. Tichý |
| (17607) Táborsko         | 2 octobre 1995     | avec M. Tichý |
| (17694) Jiránek          | 4 mars 1997        | avec M. Tichý |
| (17805) Švestka          | 30 mars 1998       | avec M. Tichý |
| (18497) Nevězice         | 11 juin 1996       | avec M. Tichý |
| (18531) Strakonice       | 4 décembre 1996    | avec M. Tichý |
| (20364) Zdeněkmiler      | 20 mai 199         | avec M. Tichý |
| (21290) Vydra            | 9 novembre 1996    | avec M. Tichý |
| (21602) Ialmène          | 17 décembre 1998   | avec M. Tichý |
| (22465) Karelanděl       | 15 janvier 1997    | avec M. Tichý |
| (22503) Thalpios         | 7 octobre 1997     | avec M. Tichý |
| (24950) Nikhilas         | 23 août 1997       |               |
| (24951) 1997 QK          | 24 août 1997       |               |
| (25340) Segovesos        | 10 septembre 1999  | avec M. Tichý |
| (26328) Litomyšl         | 18 novembre 1998   | avec M. Tichý |
| (26971) Sezimovo Ústí    | 25 septembre 1997  | avec M. Tichý |
| (27956) 1997 RC          | 1er septembre 1997 |               |
| (29401) Astérix          | 1er octobre 1996   | avec M. Tichý |
| (29402) Obélix           | 14 octobre 1996    | avec M. Tichý |
| (29555) MACEK            | 18 février 1998    | avec M. Tichý |
| (31092) Carolowilhelmina | 6 février 1997     | avec M. Tichý |
| (31109) Janpalouš        | 14 août 1999       | avec M. Tichý |
| (31114) 1997 QB1         | 28 août 1997       |               |
| (35239) Ottoseydl        | 25 septembre 1995  | avec M. Tichý |
| (35445) 1998 CY          | 5 février 1998     | avec M. Tichý |
| (43954) Chýnov           | 7 février 1997     | avec M. Tichý |
| (43971) Gabzdyl          | 8 avril 1997       | avec M. Tichý |
| (44000) 1997 RB          | 1er septembre 1997 |               |
| (44031) 1998 CO          | 3 février 1998     | avec M. Tichý |
| (48775) 1997 QL          | 24 août 1997       |               |
| (48776) 1997 QT          | 27 août 1997       |               |
| (48844) Bellovesos       | 18 février 1998    | avec M. Tichý |
| (52591) 1997 QD          | 22 août 1997       |               |
| (58424) Jamesdunlop      | 22 février 1996    | avec M. Tichý |
| (58567) 1997 QB          | 21 août 1997       |               |
| (58568) 1997 QM1         | 31 août 1997       |               |
| (65895) 1998 CP          | 3 février 1998     | avec M. Tichý |
| (69553) 1997 QS2         | 31 août 1997       |               |
| (79477) 1998 CN          | 3 février 1998     | avec M. Tichý |
| (85328) 1995 PA          | 1er août 1995      | avec M. Tichý |
| (91006) Fleming          | 28 janvier 1998    | avec M. Tichý |
| (100719) 1998 BU26       | 29 janvier 1998    | avec M. Tichý |
| (100728) 1998 CK         | 2 février 1998     | avec M. Tichý |
| (100729) 1998 CX         | 5 février 1998     | avec M. Tichý |
| (118243) 1997 QL1        | 30 août 1997       |               |
| (118254) 1998 CU         | 4 février 1998     | avec M. Tichý |
| (120580) 1995 SF         | 17 septembre 1995  |               |
| (145768) Petiška         | 12 août 1997       | avec M. Tichý |
| (152660) 1998 CW         | 5 février 1998     | avec M. Tichý |
| (159380) 1998 CV         | 4 février 1998     | avec M. Tichý |
| (160027) 1997 UN1        | 23 octobre 1997    | avec M. Tichý |
| (231698) 1998 QC2        | 19 août 1998       | avec M. Tichý |
| (275528) 1998 CM         | 3 février 1998     | avec M. Tichý |
| (285226) 1997 QU2        | 31 août 1997       |               |